# Patrick Moore
Sir Patrick Moore, CBE, FRS, angleški ljubiteljski astronom in televizijski voditelj, * 4. marec 1923, Pinner, grofija Middlesex, Anglija, † 9. december 2012, Selsey, West Sussex, Anglija.
Britanski javnosti je bil znan predvsem kot aktiven popularizator astronomije. Napisal je več kot 70 knjig o astronomiji, od leta 1957 pa je vodil tudi poljudnoznanstveno oddajo The Sky at Night (»Nebo ponoči«) na BBC-ju, ki je najdlje predvajana televizijska oddaja z istim voditeljem v zgodovini televizije. Poleg tega je nekdanji predsednik Britanskega astronomskega združenja in soustanovitelj ter nekdanji predsednik Društva za amatersko astronomijo. Bil je strokovnjak za opazovanje Lune ter avtor Caldwellovega kataloga svetlih zvezdnih kopic, meglic in galaksij.

## Priznanja
Leta 1968 je bil imenovan v red britanskega imperija kot poveljnik (CBE), leta 2001 pa povzdignjen v viteški naziv. Kraljeva astronomska družba, katere član je bil od 1945, mu je leta 1977 podelila medaljo Jackson-Gwiltove. Leta 2001 je postal tudi častni član Kraljeve družbe iz Londona.